# Goran Alar
Goran Alar ( 1. svibnja 1962.), Nekadašnji Hajdukov nogometaš. za Hajduk je odigrao je 16 prvenstvenih utakmica i okitio ih s dva gola. Svoj prvi službeni nastup ima protiv Čelika u Splitu u 7. kolovoza 1988. odigrao je i jednu utakmicu za kup. U 12 prijateljskih utakmica dao je dva gola.
Svoj prvi prvenstveni zgoditak dao je FK Slobodi u Tuzli 26. ožujka 1989., a drugi Radu u Splitu 7 svibnja 1989. Otac je austrijskog nogometaša Deni Alara.
Alaru je prvi prvoligaški klub Osijek u kojem igra od 7. mjeseca 1984 pa do 6. mjeseca 1988., kada prelazi u Hajduk u kojem je ostao do 1989., a u 7. mjesecu iste godine prelazi u banjalučki Borac i nakon toga u DSV Leoben u 7. mjesecu 1991, u kojemzavršava igračku karijeru 6. mjeseca iduče godine.
Statistika u Hajduku
| Natjecanje        | Nastupi | Zgoditci |
| ----------------- | ------- | -------- |
| Prvenstvo         | 16      | 2        |
| Kup               | 1       | 0        |
| Superkup          | 0       | 0        |
| Međunarodne       | 0       | 0        |
| Splitski podsavez | 0       | 0        |
| Ukupno            | 17      | 2        |
| Prijateljske      | 12      | 2        |
| Sveukupno         | 29      | 4        |